# Bettany Hughes
Bettany Hughes (ur. w maju 1967 w Oksfordzie) – angielska historyczka i pisarka. Autorka książki The Hemlock Cup, nominowanej w 2012 roku do nagrody Writers' Guild of Great Britain.

## Życiorys
W dzieciństwie śpiewała w kościelnym chórze w londyńskiej dzielnicy Ealing. W marcu 2017 roku została członkinią Society of Antiquaries of London.
Objęła funkcję wiceprezesa organizacji National Churches Trust.

## Nagrody
- Special VLV Radio Award (2009)[4]
- Naomi Sargent Education Prize for Broadcast Excellence (2010)[5]
- Norton Medlicott Award (2012)[1]

## Książki
- Helen of Troy: goddess, princess, whore (2005)[6]
- The hemlock cup: Socrates, Athens, and the search for the good life (2010)[7]
- Istanbul: a tale of three cities (2017)[8]
- Venus and Aphrodite (2019)[9]

## Życie prywatne
Córka Eriki (zm. 2019) i Petera (zm. 2022), jej bratem jest krykiecista i organista Simon. Zamężna z Adrianem Evansem.